# 심상학
심상학(沈相學, 1830년/1845년 ~ 1890년 5월 10일)은 조선 말기의 문신, 관료이자 외교관이다. 승문원과 홍문관 등에 근무할 때 겸직으로 세자시강원 설서(世子侍講院說書)에 임명되어 세자 척(뒷날의 순종)을 가르쳤다. 순원왕후의 외종손이고, 연극배우 겸 영화배우, 탤런트인 심영(沈影)의 할아버지이다. 그러나 심영의 아버지 심완섭은 심상학의 서자였다. 자(字)는 덕초(德初), 본관은 청송(靑松)이다.
1863년(철종 13년)부터 철종이 친히 주관하는 응제에 2등으로 합격한 이후, 고종이 정기적으로 주관하는 각종 응제에 3등 이상의 성적으로 합격하였다. 이후 음서 제도로 관직에 올라 잠시 의금부금오랑을 지내기도 했다. 그는 초시를 거치지 않고 바로 직부전시 자격을 받고 과거 시험에 응시하여 1873년(고종 10년) 문과에 급제, 규장각, 승정원, 홍문관 등에서 근무하고 승지, 이조참의, 예조참의, 호조참의 등을 역임했다. 1881년(고종 18) 메이지 유신 이후의 일본의 변화된 모습을 파악하라는 밀명을 받고 어윤중 등과 함께 신사유람단(조사 시찰단)원의 한 사람으로 선발되어 일본에 파견, 근대적 문물제도를 시찰하고 귀국했으며, 귀국 직후 동래부 암행어사에 임명되어 감찰을 하고 귀경했다. 이후 예조참판, 동지성균관사 등을 거쳐 1886년 청나라에 파견되는 동지사의 부사로 다녀왔으며, 전라우도암행어사로 다녀오기도 했다. 이후 협판교섭통상사무와 호조참판(戶曹參判), 안악군수를 역임했다.
외교관 경력으로는 일본의 조사시찰단원 파견 4개월, 독일 등 유럽 주5개국 주차파견전권대신, 1886년 청나라에 파견되는 동지사의 동지부사 등을 수행하였다.

## 생애

### 생애 초반
1830년(순조 30) 또는 1845년(헌종 12년)에 한성부에서 태어났으나 생일은 미상이며, 본적지는 경기도 장단군이었다. 본관은 청송이다. 아버지는 예조판서 효정공 심경택(沈敬澤)이고, 어머니는 양주조씨로 현령과 목사(牧使)를 지낸 조이순(趙臣+頁淳)의 딸이다. 할아버지 심의복은 호조참판이며, 고조부는 심건지로 영안부원군 김조순의 장인이며, 순조비 순원왕후의 외할아버지였다.
그는 이순익(李純翼)의 딸 연안이씨와 결혼했지만, 본부인 연안이씨에게서 자녀를 1명도 얻지 못하여 결국 14촌 친척의 아들을 양자로 입양했다. 첩에게서 얻은 아들은 심완섭으로, 심완섭은 초기에 날품팔이로 생활하다가 뒤늦게 재산을 모아 철원군수를 지내기도 했다. 심영은 심완섭의 아들이다.
1863년(철종 14) 9월 철종이 친히 주관하는 칠석제(七夕製)에 2등으로 합격하였다. 바로 직부전시의 자격이 주어졌지만 과거에 응시하지는 않았으며, 1865년(고종 2) 1월 고종이 춘도기(春到記) 강(講), 부, 치사를 시험할 때 치사 부분에서 2등을 하여 직부회시(直赴會試)의 명을 받았다. 음서제로 관직에 출사하여 의금부 금오랑이 되었다.
1867년(고종 4) 식년시(式年試) 진사시에 3등으로 합격하였다. 1868년(고종 5) 3월고종이 친히 주관한 인일제에 4등을 하여 고종으로부터 친히 《규장전운(奎章全韻)》을 하사받았다.

### 과거 급제와 관료생활
1873년(고종 10) 7월 고종이 경무대(景武臺)에서 친히 주관한 칠석제(七夕製)에 3등으로 합격하여 바로 과거에 직부전시할 자격이 부여되었으며, 그 해의 문과 식년시(式年試)에 병과(丙科) 30등으로 급제하였다. 바로 권지승정원가주서가 되고, 7월 19일 부사정, 7월 21일 승정원가주서(承政院假注書)가 되고 그해 12월 춘추관기사관을 겸직했으며, 1874년(고종 1) 1월 좌직주서에 임명되었다. 이후 승정원좌직주서직과 춘추관기사관으로 사관의 일을 맡아보았으나 그해 3월 병으로 체직되었다가 곧 복직하여 다시 좌직주서와 춘추관기사관으로 사관 일을 1875년까지 수행하였다. 그밖에 경연관이 되어 경연(經筵)에도 참여하였다.
1875년 규장각에 들었고 바로 직각 권점(直閣圈點)을 받았지만 직각이 되지는 못하였다. 이듬해 본관록과 도당록(都堂錄)에 올랐다. 이후 동벽(東壁)에 올라 홍문관과 승정원 승지 등을 거쳐 이조참의, 예조참의 등을 역임했다. 또한 겸직으로 세자시강원설서(世子侍講院說書)를 겸하여 세자 척(후일의 순종)에게 성리학 학문을 보도하였다.
1876년 부교리와 교리에 임명되고 중학교수직에 임명되었으나 신병으로 사직을 청하여 중학교수직에서 해임되었다. 1877년 홍문관부수찬에 임명되고 바로 겸임 어영청종사관직을 겸임하였다. 이 해 3월 잠시 부사과로 전직되었다가 다시 부수찬 겸 어영청종사관이 되고, 그해 6월 병조정랑, 12월 사헌부장령이 되었다.
1880년(고종 17) 홍문관 응교, 사헌부 집의, 부교리 등을 역임했다. 1880년(고종 17) 8월 고종이 진전(眞殿)에서 작헌례(酌獻禮)를 거행할 때의 제관인 상례(相禮)로 참여, 찬례(贊禮) 이하 제관들에게 시상할 때 상을 받고 당상관으로 가자되었다. 1881년(고종 18) 조사 시찰단(朝士視察團)의 정식 전문위원으로 선발, 어윤중 등과 함께 일본에 파견되어 4개월간 메이지 유신 이후의 근대적 문물과 행정 제도를 시찰, 연수하고 돌아왔다. 귀국 직후 바로 동래부 암행어사(東萊府暗行御史)에 임명되어 경상남도 동래부와 부산부 지역을 암행하고 한성으로 입경하였다. 1881년 12월 평안남도 성천부사(成川府使) 겸 성천진관(成川鎭管)으로 부임했다가 얼마 뒤 다시 되돌아왔다. 그 뒤 통리기무아문이 개편되어 7사(司) 가운데 경리통리기무아문의 부경리통리기무아문사(副經理統理機務衙門事)에 임명되어, 개화 정책의 실무 업무를 맡게 되었다.

### 생애 후반
1884년(고종 21) 관제 개편 시 예조참판에서 협판내무부사(協辦內務府事)로 전직되었으며, 같은 해 영국, 독일, 프랑스, 벨기에, 러시아 등 5개국의 주유럽 5개국 특파전권대신(特派全權大臣)로 임명, 파견되었다가 병으로 사퇴하고 귀국하였다. 그 후 협판교섭통상사무(協辦交涉通商事務)에 임명되었으나, 재직 중 신병이 생겨서 사퇴하였다. 이 해 성균관대사성(成均館大司成)에 임명되었다가 그해 7월 부호군, 첨지 등을 역임하고 다시 그해 8월 부호군에 임명되어 전라우도암행어사로 파견, 1885년 2월에 귀환했다. 1886년(고종 23) 4월 이조참의를 거쳐 그해 7월 사간원대사간(司諫院大司諫)에 임명되었다. 1886년 10월 청나라에 파견되는 동지사행에 선발되어 동지 부사(冬至副使)로 임명되어 청나라를 방문하고 그해 11월 귀국하였다. 1887년 전라우도 암행어사(全羅右道暗行御史)로 파견되었다가 그해 4월 귀경하였다. 귀경 직전인 1887년 4월 동지의금부사에 임명되었다가 며칠 뒤 동지돈녕부사에 임명되었다가 다시 병조참판으로 임명, 도착하자마자 병조참판이 되었다.
이 해 7월 홍문관제학에 임명되고, 그해 협판교섭통상사무(協辦交涉通商事務)에 임명되었으나 얼마 뒤 병으로 사퇴하였다. 이후 호조참판을 역임하였다. 이 해 8월 15일 정부당상(政府堂上)에 임명되고, 9월 7일 고종이 전강에서 유생들을 시험할 때 시험의 고관(考官)으로 참여하였다.
1887년(고종 24) 11월 7일 승정원좌승지에 임명되어 12월 24일 한성부좌윤, 1888년(고종 25) 1월 4일 한성부우윤이 되었다. 2월 3일 다시 승정원좌승지가 되었다. 1888년(고종 25) 12월 9일 안동부사(安東府使)로 임명되어 가던 중 12월 13일 안악군이 자리가 비었다 하여 안악군수(安岳郡守)로 발령되었다. 1890년(고종 27) 5월 10일 병으로 사망하였다.

### 사후
묘소는 경기도 장단군 불일면 경릉리(현, 북한 개성특별시) 산 좌쪽 언덕의 자좌(子坐)에 있다. 그의 서자 심완섭의 묘는 장단군 서면 상리 건좌에 있다.

## 가족 관계
- 할아버지 : 심의복(沈宜復, 1788년 ~ ?) - 호조참판
- 할머니 : 전주이씨, 이정규(李鼎圭)의 딸
- 아버지 : 심경택(沈敬澤, 1809년 ~ 1869년 5월 10일) - 예조판서
- 어머니 : 양주조씨(楊州趙氏 1808년 ~ 1877년), 조이순(趙頤淳)의 딸
- 부인 : 연안 이씨(1847년 ~ 1913년 6월 8일), 자녀 없음
  - 양아들 : 심기섭(沈琦燮, 1878년 ~ 1932년 2월 16일)
- 첩 : 이름 미상
  - 서자 : 심완섭(沈琬燮, 1886년 ~ 1908년 혹은 1968년 12월 14일)
  - 서며느리 : 강릉 김씨(1886년 ~ ?), 군수 김병섭(金秉燮)의 딸
    - 서손자 : 심영(沈影, 1910년 ~ 1971년)
- 외할아버지 : 조이순(趙頤淳, 1786년 ~ ?)
- 외할머니 : 광산김씨(光山金氏), 김상휴(金相休)의 딸

## 기타
효명세자 익종은 그의 증대고모 청양부부인 심씨의 외손자로서, 그에게는 내재종숙부가 된다. 정확한 출생년대가 전하지 않아 1908년생 또는 1909년생 설이 있으며, 족보에는 1910년생으로 등재된 그의 서손자 심영은 그가 죽은지 한참 뒤에 태어났다.

## 같이 보기
- 심영
- 통리기무아문
- 암행어사
- 심환지
- 심풍지
- 심건지
- 김조순
- 순조
- 익종
- 순원왕후
- 어윤중
- 신사유람단

## 참고 문헌
- 고종실록
- 승정원일기
- 비변사등록
- 일성록
- 청선고